# Toshihiko Izutsu
Toshihiko Izutsu (jap. 井筒 俊彦, Izutsu Toshihiko; * 4. Mai 1914; † 1. Juli 1993) war ein japanischer Islamwissenschaftler und Philosoph, der ein ungewöhnliches Talent für Sprachen hatte.

## Herkunft und Ausbildung
Der Sohn eines Pomade-Produzenten begann schon in frühester Jugend unter Anleitung seines Vaters Zazen und Kōans zu praktizieren. Während des Besuchs der Aoyama-Gakuin-Mittelschule kam er mit dem Christentum in Berührung, von dem er sich jedoch bald wieder abwandte. Stattdessen beschäftigte er sich mit Kitarō Nishidas Philosophie.
Im April 1931 immatrikulierte er sich an der Keiō-Universität zunächst in der wirtschaftswissenschaftlichen Fakultät, um jedoch bald in die Fakultät für englische Literatur zu wechseln. Dort studierte er unter Professor Junzaburō Nishiwaki. Nach seinem Abschluss 1934 erhielt er dann 1937 eine Assistentenstelle.
Um das Alte Testament lesen zu können, hatte er mit dem Erlernen des Hebräischen begonnen. Aus einem deutschsprachigen Lehrbuch erwarb er die Grundlagen des Arabischen, zur gleichen Zeit erlernte er noch Russisch, Altgriechisch und Latein. Insgesamt erlernte er selbständig mehr als zehn Sprachen. Später sollen sich seine Kenntnisse dann auf über dreißig Sprachen erstreckt haben.

## Akademische Laufbahn
Während des Krieges diente er dem Militär als Dolmetscher für zentralasiatische Sprachen und Arabisch, mit dem er sich nun verstärkt beschäftigte. Er war aktiv im Kaikyōken Kenkyūshō („Institut der islamischen Welt“) und ab 1942 dem Tōa Kenkyūshō (Ostasien-Institut; vollständig: 東亜経済調査局・西北研究所, „Ostasiatisches Wirtschaftsarchiv, Nordwest-Institut“).
Izutsu wurde 1950 Assistenz-Professor für Linguistik an der Keiō-Universität. Seit 1954 hatte er dort den Lehrstuhl für Sprachphilosophie und (ab 1962) islamische Philosophie inne.
Im Jahre 1957 gab er eine wissenschaftliche Übersetzung des Korans ins Japanische heraus.
1969–75 übernahm er die Professur für islamische Philosophie an der McGill-Universität in Montreal.
Darauf folgte ab 1975 die Professur für vergleichende orientalische Philosophie an der Kaiserlich Iranischen Akademie für Philosophie in Teheran.
Von der Keiō-Universität wurde er 1981 emeritiert.
Seine Studien beschränkten sich nicht nur auf religionsvergleichende islamischwissenschaftliche Themen, sondern griffen auch auf andere Bereiche über, so z. B. das „Konzept des Menschen im Russland des 19. Jahrhunderts“ oder „Philosophie des Zen-Buddhismus“. Er verfolgte einen meta-philosophischen Ansatz vergleichender Religionswissenschaft, der auf rigorosem linguistischen Studium klassischer metaphysischer Texte beruhte, ähnlich dem Ansatz einer Philosophia perennis bei Leibniz. 
Izutsus „Gesammelte Werke“ erschienen 1991–93 auf Japanisch in 11 Bänden. Er wurde 1982 für seine islamwissenschaftlichen Studien und seine Forschungen in vergleichender Religionswissenschaft mit dem Asahi-Preis ausgezeichnet.

## Bibliographie (Auswahl)
- Bewusstsein und Wesen ISBN 978-3891298855
- Philosophie des Zen-Buddhismus ISBN 978-3499554285
- Die Theorie des Schönen in Japan (mit Toyo Izutsu) ISBN 978-3770120659